# Хаавелинна, Стаава
Стаава Хаавелинна (фин. Staava Haavelinna; 1 июля 1866, Кухмалахти, Пирканмаа, Великое княжество Финляндское, Российская империя — 3 октября 1953, Финляндия) — финская театральная актриса. Лауреат высшей государственной награды Финляндии для деятелей искусств «Pro Finlandia» (1946).

## Биография
Карьеру актрисы начинала в конце 1880-х годов, выступая в любительских спектаклях. Дебютировала на сцене в 1895 году. С 1901 года — актриса Рабочего театра Тампере, в котором играла до своей смерти.
В 1938 году сыграла в единственном в своей карьере фильме «Пастух, горничная и хозяйка».
В 1938 году С. Хаавелинна была старейшей действующей актрисой Финляндии, но её карьера продолжалась до 1950-х годов, после чего она оставила сцену.
В 1946 году стала второй, после Миа Бакман обладательницей высшей государственной награды Финляндии для деятелей искусств — медали «Pro Finlandia» (1946).